# 小行星11119
小行星11119 (1996 PS9)(太郎星)是由大国富丸于1996年8月9日在日本南阳市发现的主带小行星。